# Sadík Achmét
Sadík Achmét (turc : Sadık Ahmet, grec moderne : Σαδίκ Αχμέτ), né le 7 janvier 1947 et mort dans un accident de voiture suspect probablement assassiné le 24 juillet 1995, est un homme politique grec, d'origine turque.

## Biographie
Aux élections législatives grecques de 1990, il fut élu député au Parlement grec en tant indépendant pour la circonscription de Rhodope. Il est membre du Parti pour l'amitié, l'égalité et la paix.